# Plomelin
Plomelin (Ploveilh in Breton) là một xã của tỉnh Finistère, thuộc vùng Bretagne, miền tây bắc Pháp.

## Dân số
Người dân ở Plomelin được gọi là Plomelinois.